# Коваленко Надія Іванівна
Надія Іванівна Коваленко (Шишацька) — українська художниця, майстриня петриківського розпису.
Дочка відомої майстрині петриківського розпису Марії Шишацької.